# Сантарен
Сантаре́н, або Сантаре́м (порт. Santarém; МФА: [sɐ̃.tɐ.ˈɾɐ̃j], Сантарейн, «свята Ірина») — муніципалітет і місто в Португалії, в окрузі Сантарен. Розташований у центральній частині країни, на теренах історичної португальської провінції Ештремадура. Належить до Сантаренської діоцезії Католицької церкви в Португалії. Права міського самоврядування має з 1095 року. Поділяється на 18 парафій. За адміністративним поділом, чинним до 1976 року, був складовою провінції Рібатежу. Площа муніципалітету — 552,54 км², населення муніципалітету — 61752 ос. (2011); густота населення — 111,76 осіб/км²
. Патрон — свята Ірина. Святковий день муніципалітету — 19 березня. Поштовий індекс — 2005.  Код місцевої адміністративної одиниці — 1416. Складова статистичного регіону Центр.

## Назва
- Скала́біс (лат. Scalabis) — латинська назва часів римського панування.
- Са́нкта-Іре́не (лат. Sancta Irene) — латинська назва часів середньовіччя, що походить від імені святої Ірини.
- Сантаре́н — португальська назва, що походить від латинської середньовічної.

## Географія
Сантарен розташований на заході Португалії, на заході округу Сантарен.
Сантарен межує на півночі з муніципалітетами Порту-де-Мош, Алканена і Торреш-Новаш, на сході — з муніципалітетами Голеган і Шамушка, на південному сході — з муніципалітетами Алпіарса і Алмейрін, на півдні — з муніципалітетом Карташу, на південному заході — з муніципалітетом Азамбужа, на заході — з муніципалітетом Ріу-Майор.

## Історія
Засноване у ІІ ст. до н.е. 138 до н.е. захоплене римлянами, яке назвали його Скала́біс. Входило до складу провінції Лузітанія. Після приєднання до варварських королівств змінило назву на Са́нкта-Іре́не, від якої походить сучасна португальська назва. З 715 року перебувало під ісламським пануванням.
1095 року леонський король Альфонсо VI надав Сантарену форал (фуеро), яким визнав за поселенням статус містечка та муніципальні самоврядні права.
1147 року португальський король Афонсу I приєднав Сантарен до Португалії й підтвердив привілеї його мешканців. Містечко було місцем скликання кортесів.
Постраждало під час Лісабонського землетрусу 1755 року.
Під час Піренейської війни спустошений французькими військами Наполеона. Статус сучасного міста отримало 1868 року.
Центр Сантаренського єпископства.

## Населення
| Кількість мешканців | Кількість мешканців | Кількість мешканців | Кількість мешканців | Кількість мешканців | Кількість мешканців | Кількість мешканців | Кількість мешканців | Кількість мешканців | Кількість мешканців | Кількість мешканців | Кількість мешканців | Кількість мешканців | Кількість мешканців | Кількість мешканців | Кількість мешканців |
| ------------------- | ------------------- | ------------------- | ------------------- | ------------------- | ------------------- | ------------------- | ------------------- | ------------------- | ------------------- | ------------------- | ------------------- | ------------------- | ------------------- | ------------------- | ------------------- |
| 1864                | 1878                | 1890                | 1900                | 1911                | 1920                | 1930                | 1940                | 1950                | 1960                | 1970                | 1981                | 1991                | 2001                | 2011                |                     |
| 28 340              | 33 671              | 38 426              | 40 560              | 44 873              | 48 914              | 54 701              | 59 124              | 64 002              | 63 777              | 56 440              | 62 896              | 62 621              | 63 563              | 62 200              |                     |

## Персоналії
- Ана Моура (* 1979) — португальська співачка,
- Фернанду Блаженний (1402—1443) — португальський інфант, національний герой.

## Галерея

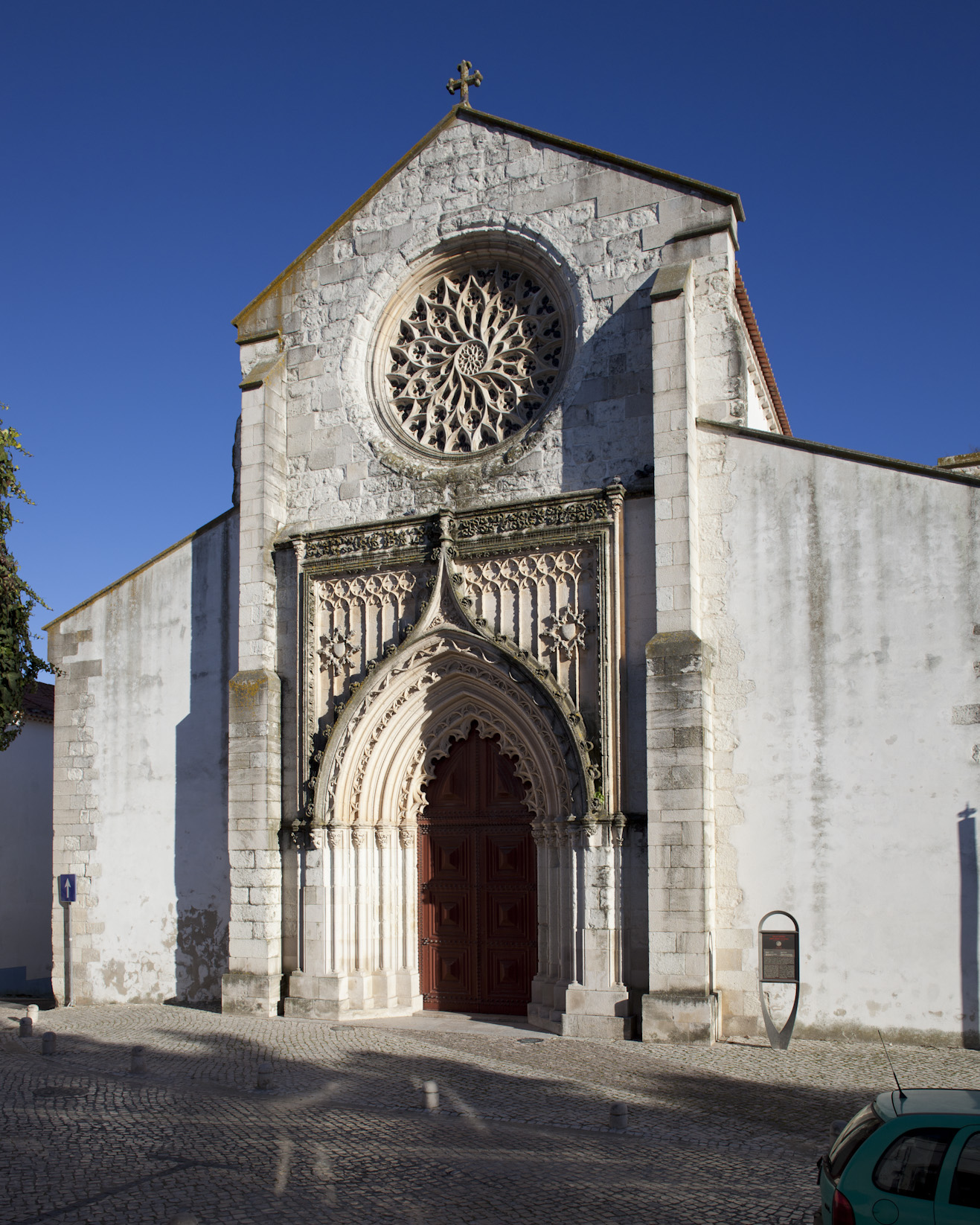
Церква Діви Марії
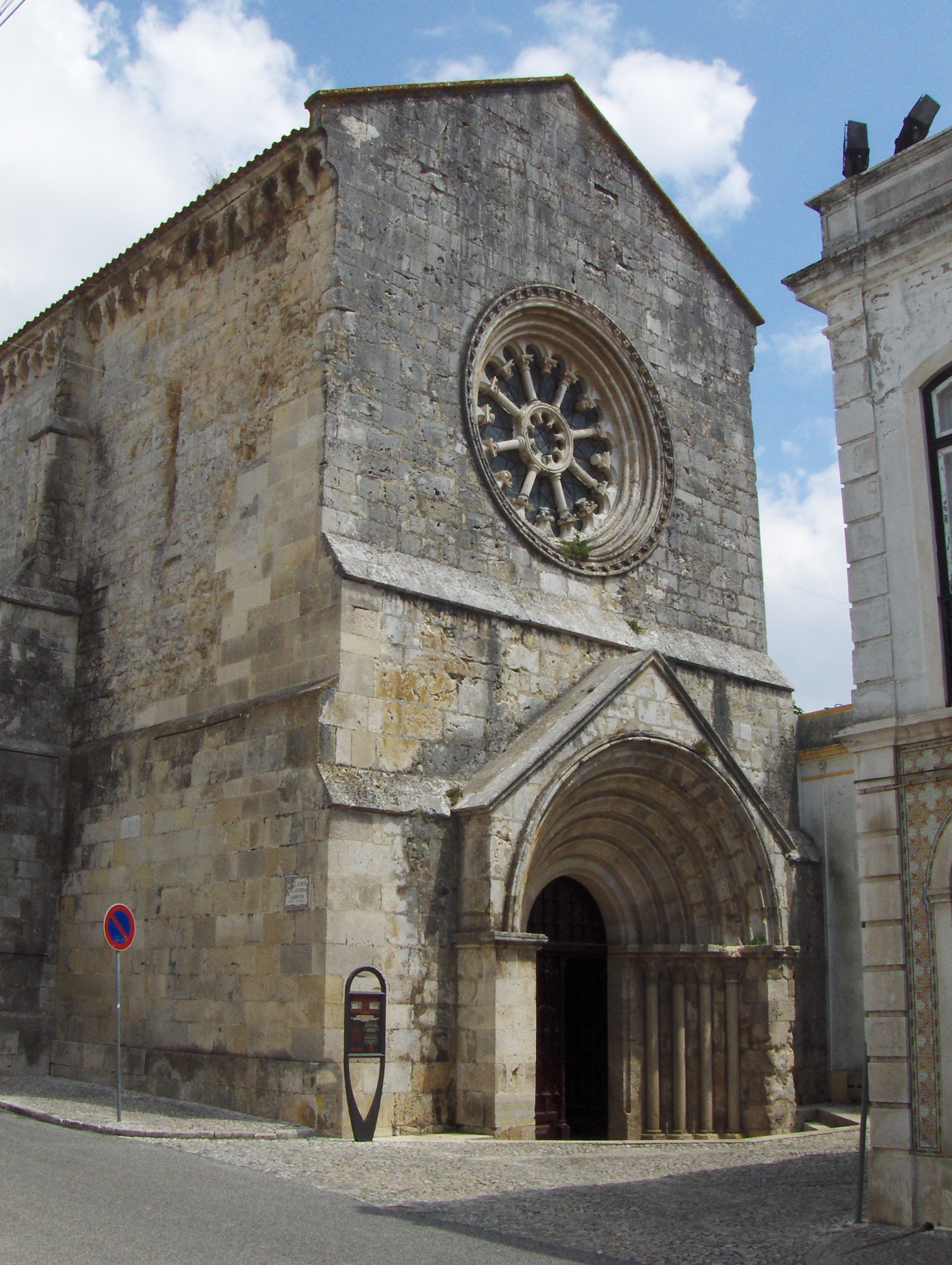
Церква святого Іоанна
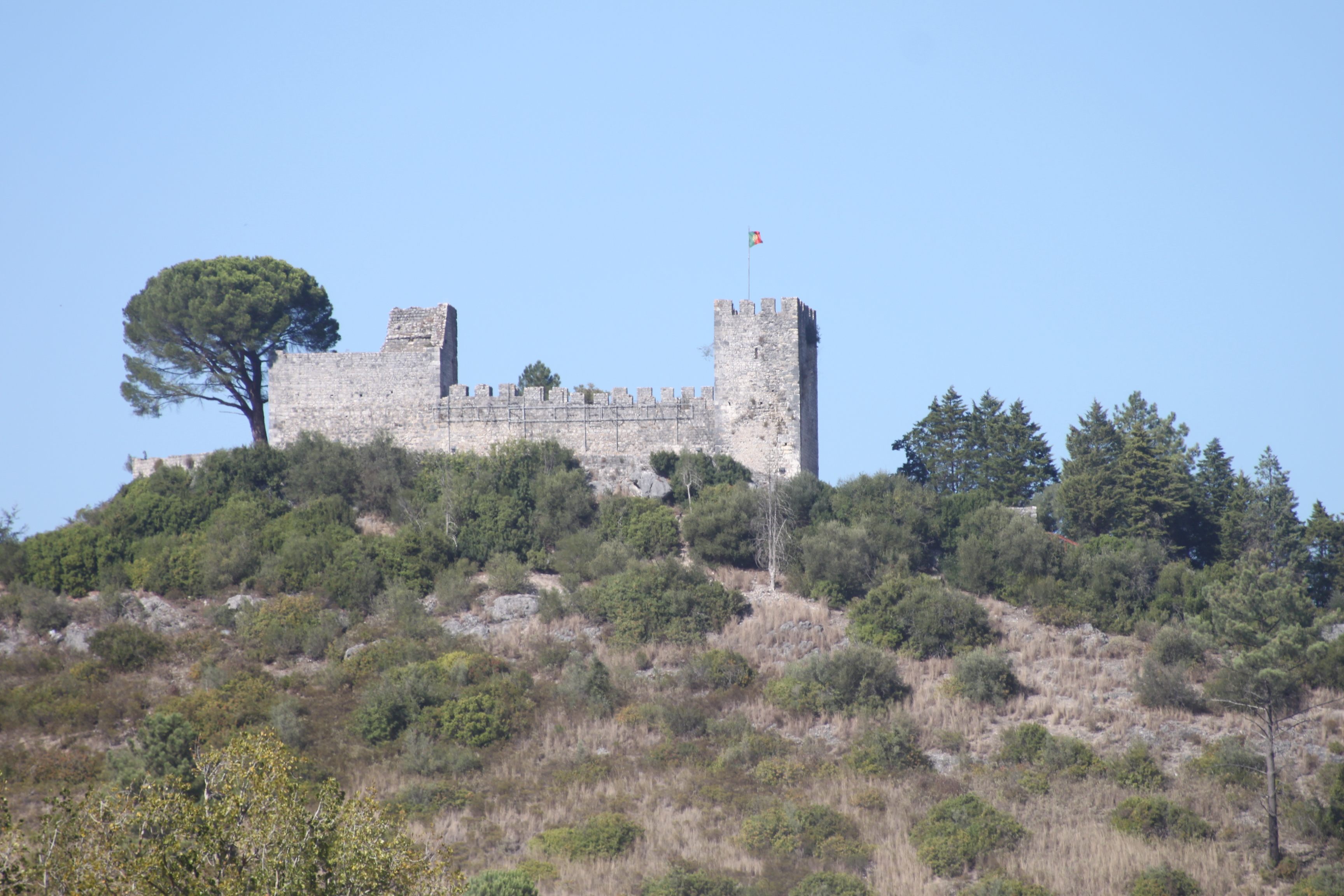
Замок Алканеде
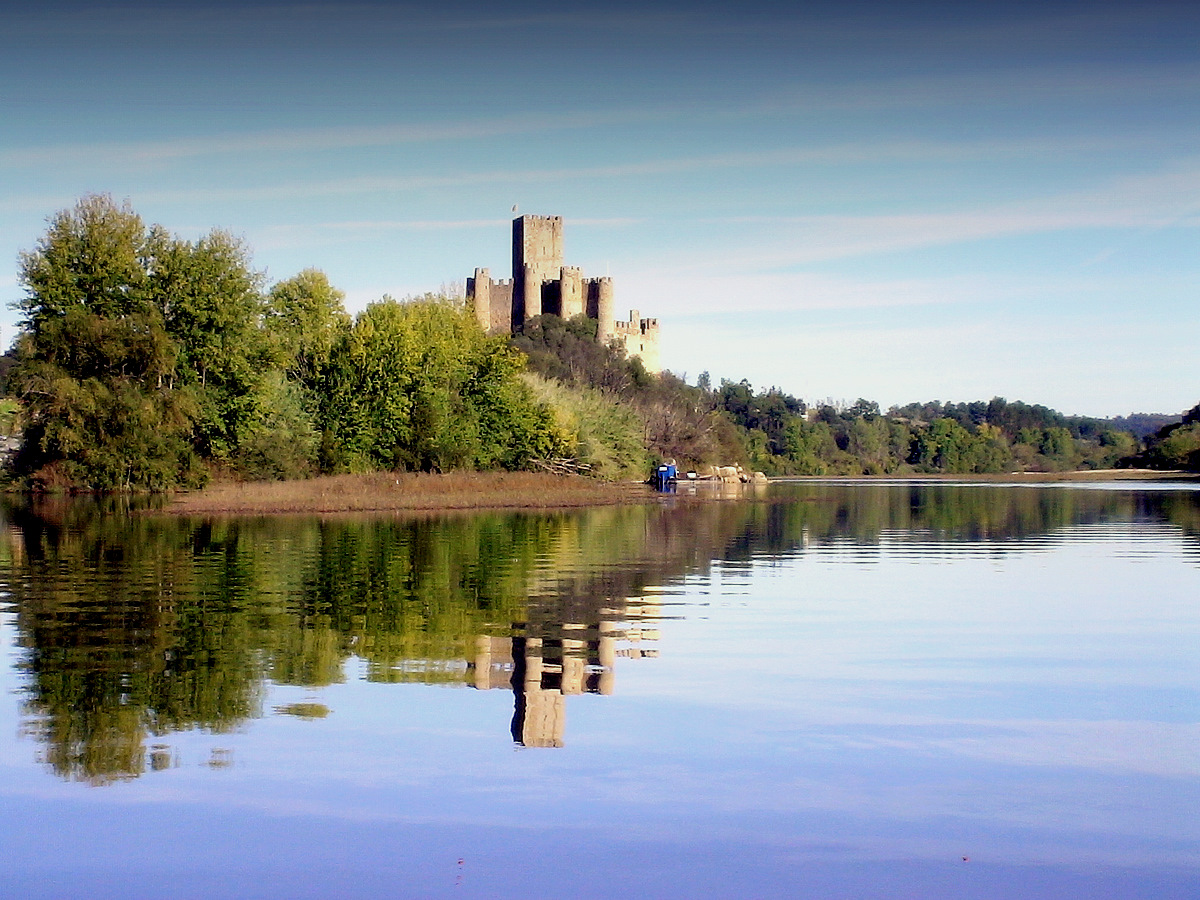
Замок Алморол
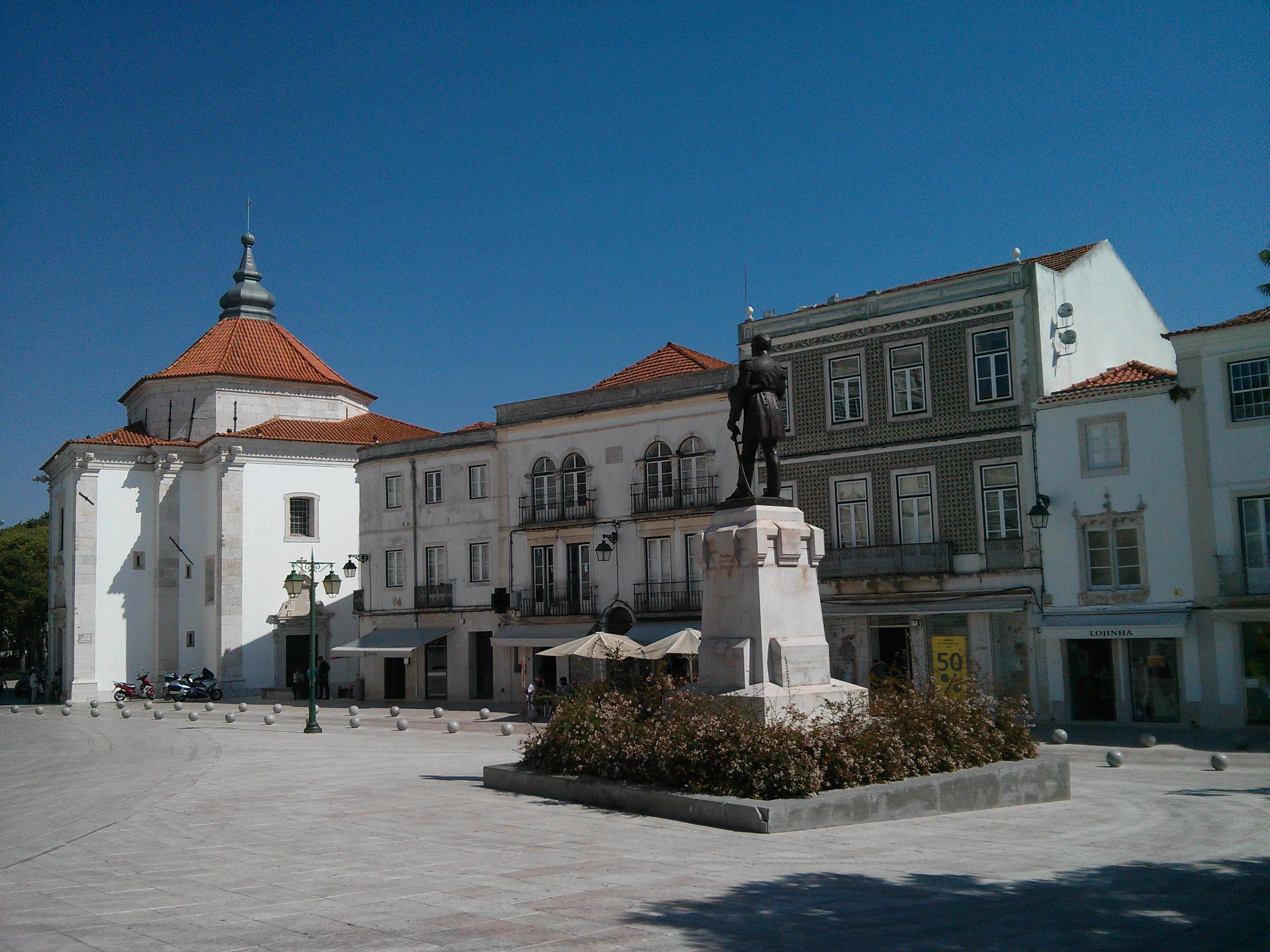
Міська площа
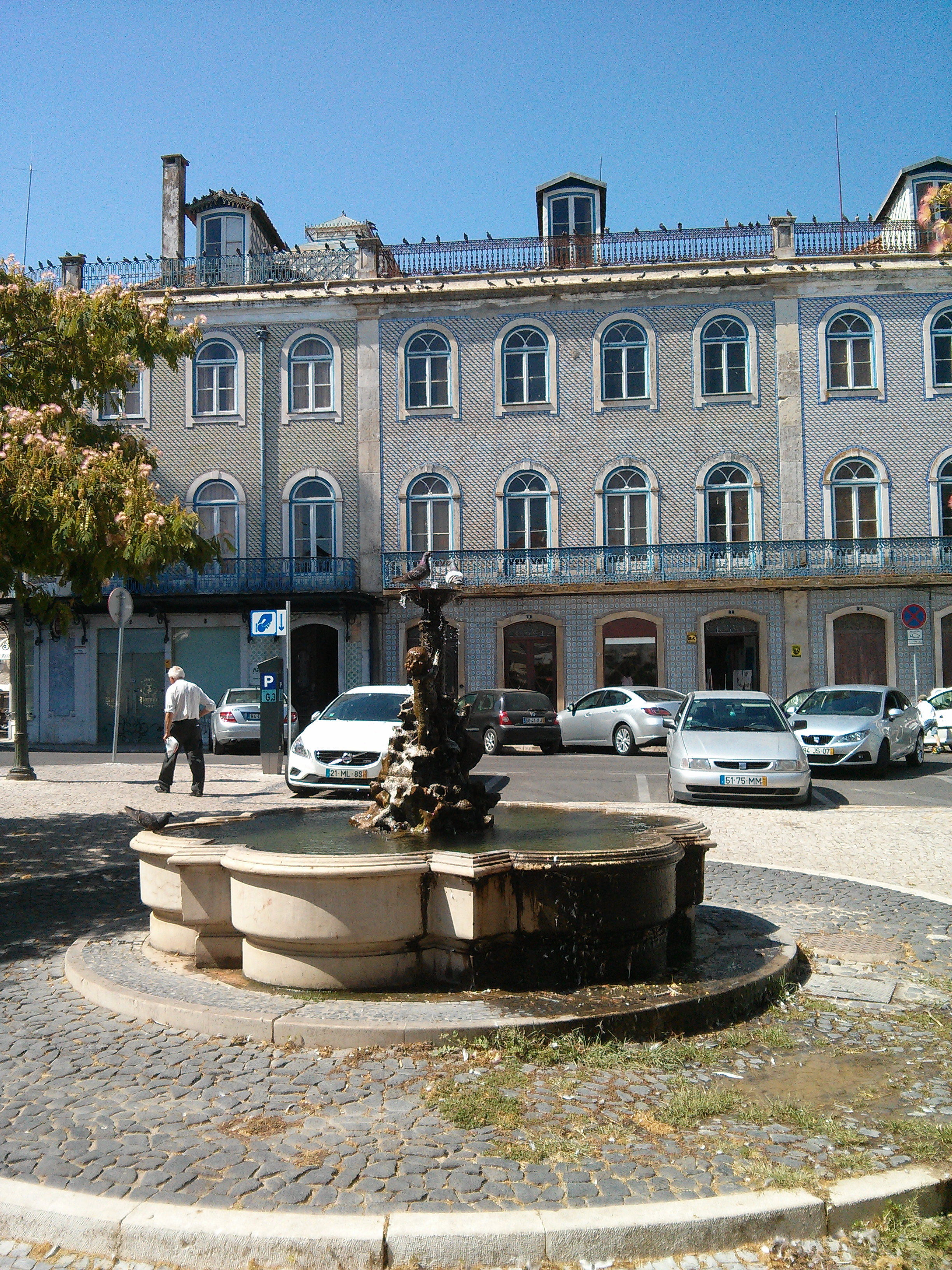
Фонтан